# My Old School
«My Old School» es una canción interpretada por la banda estadounidense de rock Steely Dan. Fue publicada como el segundo sencillo de su segundo álbum de estudio, Countdown to Ecstasy (1973).

## Composición y letra
La canción fue compuesta en un compás de 4
4 con un tempo de 120 pulsaciones por minuto y está escrita en la tonalidad de mi menor.
La letra de la canción cuenta la historia de una redada de drogas en mayo de 1969 en Bard College, llamada “Annandale” en la letra después de su ubicación. El incidente ocurrió mientras tanto Donald Fagen como Walter Becker eran estudiantes allí, y la canción menciona cómo una conocida los había traicionado con “Daddy Gee” (G. Gordon Liddy), entonces el fiscal local. Según un artículo del Pittsburgh Post-Gazette de 2014, cuarenta y cuatro personas fueron arrestadas, incluido Fagen, a quien le cortaron su cabello largo en la cárcel de Poughkeepsie. El resultado de la canción es que el cantante jura que “nunca volverá” a la universidad hasta que “California caiga al mar”.

## Legado
Fagen se retractó de su promesa de “nunca volver atrás”. Regresó a Bard College cuando recibió un doctorado honorario en Artes en 1985.

## Créditos
Créditos adaptados desde las notas de álbum.
Steely Dan
- Donald Fagen – voz principal y coros, piano
- Walter Becker – bajo eléctrico
- Denny Dias – guitarra rítmica
- Jeff Baxter – guitarra líder
- Jim Hodder – batería, percusión

Músicos adicionales
- Sherlie Matthews, Myrna Matthews, Patricia Hall, Royce Jones – coros
- Ernie Watts, Johnny Rotella,  Lanny Morgan, Bill Perkins – saxofón

## Posicionamiento
| Gráfica (1973)                     | Pico de posición |
| ---------------------------------- | ---------------- |
| Estados Unidos (Billboard Hot 100) | 63               |